# Erinnerung an meine traurigen Huren
Erinnerung an meine traurigen Huren (span. Memoria de mis putas tristes) ist ein Roman von  Gabriel García Márquez aus dem Jahr 2004. Der kolumbianische Literatur-Nobelpreisträger zündet ein lustiges Feuerwerk des nonchalanten Geplauders über die käufliche Liebe. 

2011 wurde das Werk verfilmt.

## Inhalt
Ein alter Journalist, der von allen nur „Weiser“ genannt wird, schenkt sich zu seinem 90. Geburtstag eine Nacht mit einer Jungfrau, die er sich zu diesem Zweck von seiner alten Bekannten, der Bordellbesitzerin Rosa Cabarcas, vermitteln lässt. In dieser Nacht empfindet er, der sein Leben lang ausschließlich gegen Geld mit Frauen geschlafen hat, auf einmal Liebe, und er lässt das schlafende, offenbar narkotisierte Mädchen unberührt. In der Folge muss Rosa Cabarcas ihm immer wieder die junge Frau, deren Namen er nicht kennt, und die er nach einem alten Schlager „Delgadina“ nennt, bereitstellen; und jedes Mal schläft sie und wird von ihm nur betrachtet. 
Mit dem Weisen halten auch wir Rückblick auf sein Leben und seine Frauen: auf seine Mutter, die früh verstarb; auf Ximena, die ihn heiraten wollte, und die er sitzenließ; auf Damiana, seine altgediente Haushälterin, derer er sich bediente, und die doch für ihn Jungfrau blieb; auf Casilda Armenta und all die anderen Huren, die ihm zugetan waren. Mit der ersten Liebe seines Lebens im Herzen entschließt sich der Weise, die Kolumne, die er seit Jahrzehnten schreibt, nicht aufzugeben, sondern stattdessen als handschriftlichen Liebesbrief an das Leben weiterzuführen – mit spätem, aber umso größerem Erfolg bei den Lesern. 
Mit der Zeit scheint eine Kommunikation zwischen Greis und Mädchen stattzufinden, auch wenn dieses, von der Arbeit in einer Näherei erschöpft, bei jeder Begegnung schläft. Als im Bordell ein Mord geschieht, taucht Rosa Cabarcas einige Zeit unter und bringt auch Delgadina in Sicherheit. Der Weise verzehrt sich währenddessen vor Sehnsucht. Schließlich taucht Rosa Cabarcas wieder auf und sorgt dafür, dass Delgadina den Weisen wach empfängt, geschminkt und mit Schmuck behängt. Dieser jedoch ist entsetzt und verdächtigt Rosa Cabarcas, die Kleine zwischenzeitlich an vermögende Kunden weitergereicht zu haben. Er sieht ihre Reinheit befleckt, nennt sie eine Hure, und macht beiden Frauen eine entsetzliche Szene. Schließlich kann Rosa Cabarcas ihn davon überzeugen, dass Delgadina ihn auch liebt, und schließt mit ihm ein Abkommen unter alten Freunden, das das Erbe der beiden regelt und dem Mädchen ein Auskommen sichert. Der Weise weiß nun, dass er liebend sterben wird.

## Form und Interpretation
Der Ton ist herzerfrischend entspannt: „Viel Glück beim Vögeln, Doktor!“ wird dem Ich-Erzähler auf der Straße laut zugerufen. Schnoddrigkeit ist Trumpf. García Márquez lässt in Dialogpassagen die lästigen Anführungszeichen et cetera einmal kurzerhand weg  und andermal setzt er sie peinlich genau.
Zwar wird der Ort der Handlung in der verwendeten deutschsprachigen Ausgabe nicht genannt, doch er soll Barranquilla sein. Die Erwähnung der nahe gelegenen Mündung des Río Magdalena, der Bocas de Ceniza sowie des Schutzheiligen San Nicolás und die relative Nähe von Santa Marta deuten darauf hin. Von der Landstraße nach Pradomar und einer Zugfahrt nach Puerto Colombia ist die Rede. Beides sind Nachbarorte von Barranquilla am Karibischen Meer. 

## Rezeption
- Die persische Übersetzung wurde 2007 im Iran verboten. Grund: Der Text leiste der Prostitution Vorschub.[5]
- In der Los Angeles Times vom 19. Oktober 2009[6] wird auf eine Kritik von Andrés Oppenheimer[7] vom Vortag an einem Filmprojekt über den Roman verwiesen. Danach huldigten die Filmemacher der sexuellen Ausbeutung von Minderjährigen.[8]

- 2011 wurde der Roman unter Regie von Henning Carlsen verfilmt.

## Verwendete Ausgabe
- Erinnerung an meine traurigen Huren. Roman. Aus dem Spanischen von  Dagmar Ploetz. Kiepenheuer & Witsch, Köln 2004, ISBN 3-462-03452-9